# Caponioidea
Caponioidea è una  superfamiglia di aracnidi araneomorfi che comprende due famiglie:
- Caponiidae SIMON, 1890
- Tetrablemmidae O.P.-CAMBRIDGE 1873